# 阿吉亚·拉昔
穆罕默德·阿吉亚·本·拉昔（1999年5月1日—），是一名马来西亚足球运动员，司职前锋。目前效力马来西亚超级足球联赛的柔佛DT，外借至登嘉楼，同时也代表马来西亚国家足球队。

## 主要经历
吉打
阿希亚尔在15岁就报名加入吉打州青年体育学院，他曾在吉打U-19帮助队伍获得2017年马来西亚青年杯冠军。2015年1月，阿希亚尔前往英国接受卡迪夫城足球俱乐部青年队的训练，为期一个月。
2017年3月4日，阿希亚尔在2017年马来西亚超级足球联赛赛季首次以替补代表吉打一线队出场。在2017年7月27日马来西亚杯对垒马六甲联比赛中取得职业生涯首个进球，该场比赛吉打6比2击败马六甲联。
2018年2月11日，阿希亚尔在马来西亚超级足球联赛中对阵霹雳经济发展局时，打进了联赛首球。
柔佛DT
2018年马来西亚超级足球联赛结束后，就传出阿希亚尔将会离开吉打，并和日本J联赛、泰甲联赛及多个欧洲二线联赛有意签下阿希亚尔。2018年12月29日，柔佛DT宣布阿希亚尔以1200万马币转会费买下阿希亚尔，创下马来西亚超级联赛转会费记录。

## 国家队生涯

### 青年队
阿吉亚·拉昔拥有在马来西亚各级别梯队效力过的资历，曾代表过马来西亚青年队参加2017年东南亚足协U-18青年锦标赛、2018年东南亚足协U-19青年锦标赛、2018年亚洲足协U-19青年锦标赛、2018年亚足联U-23青年锦标赛、2017东南亚运动会及2018年亚洲运动会。目前是马来西亚 U-23的主力。

### 成年队
阿吉亚·拉昔在2018年3月首次被马来西亚国家足球队征召，在2018年3月22日马来西亚对阵蒙古国家足球队首次代表国家队上场，并在该场比赛取得首个国际比赛进球。
2018年11月入选2018年东南亚足球锦标赛马来西亚国家队大名单，并随着队伍获得亚军。
2019年6月入选2022年世界杯预选赛对阵东帝汶国家足球队23人大名单。